# 安徽中医药高等专科学校
安徽中医药高等专科学校（英文：Anhui College of Traditional Chinese Medicine）是一所位于中华人民共和国安徽省芜湖市的普通高等职业院校。学校前身是始建于1960年的芜湖市中医学校，2001年经教育部批准升格为专科层次的高等院校，并更名为安徽中医药高等专科学校。学校是教育部中医药职业教育教学指导委员会副主任委员单位，全国中医药职业技术教育学会常务副理事长单位和全国中医药高职高专教育教材建设指导委员会主任委员单位。

## 校史
1960年1月10日，芜湖市中医学校成立，校址设在芜湖市中长街中医院内。同年7月8日更名为安徽省芜湖中医专科学校，校址迁至下二街13号。
1962年6月2日，改名为安徽省芜湖中医学校，
1963年5月7日，学校迁入芜湖市赭山公园东大门对面，邢家山7号。
1972年学校恢复中药士专业招生，1973年恢复中医士专业招生，推荐入学。1977年恢复了三年制中医、中药专业招生，全省统一考试招生录取。
1999年7月30日，更名为安徽省中医药学校。
2001年6月7日，安徽省政府批准升格为皖南职业学院，系专科层次高等职业学校，后教育部对学校升格重新评估。
2002年3月21日，教育部批准建立安徽中医药高等专科学校，同年10月搬迁至芜湖市高校园区荆山西路16号。

## 院系设置
学校设有7个教学系部，开设27个专业。
- 医疗系
- 药学系
- 康复保健系
- 护理系
- 口腔医学系
- 基础教学部
- 思想政治理论课教学研究部

## 附属医院
学校现有3所直属附属医院和9所非直属附属医院。
- 芜湖市中医医院
- 安徽中医药高等专科学校第二附属医院
- 芜湖市口腔医院